# Onosma velutinum
Onosma velutinum är en strävbladig växtart som beskrevs av Pierre Edmond Boissier. Onosma velutinum ingår i släktet Onosma och familjen strävbladiga växter. Inga underarter finns listade i Catalogue of Life.